# Solanum rojasianum
Solanum rojasianum là loài thực vật có hoa trong họ Cà. Loài này được (Standl. & Steyerm.) Bohs miêu tả khoa học đầu tiên năm 1995.